# Chatare
Chatare oder Khatare (auch Khatarah, arabisch ختاره Khatara, DMG Hatarah, kurmandschi Xatarê oder Xatara) ist ein jesidisches Dorf im Norden des Iraks.
Das Dorf liegt ca. 15 km südwestlich von Alqosch im Distrikt Tel Kaif im Gouvernement Ninawa. Der Ort befindet sich in der Ninive-Ebene nahe Tel Keppe und gehört zu den umstrittenen Gebieten des Nordiraks. Aufgrund brutaler Verfolgung durch eindringende sunnitische und schiitische Islamisten ist der Ort weitgehend verlassen.

## Bevölkerung
Zu der Bevölkerung Chatares zählen hauptsächlich Jesiden.

## Geschichte
Im März 1832 kam es zu einem Massaker an der jesidischen Bevölkerung Chatares durch den kurdischen Fürsten Mohammed Pascha Rewanduz.